# 黑酒鸟
黑酒鸟（威尔士语：Adar Llwch Gwin）是威尔士神话中的传奇生物，被描绘为巨大、聪明的鸟，常被认为与狮鹫有关。

## 传说
黑酒鸟是德鲁德瓦斯·阿普·特里芬（Drudwas ap Tryffin）从他的仙女妻子那获得的。这个名字来源于威尔士语单词adar（“鸟”）、llwch（“灰尘”，有时也有“黑色”的意思）和gwin（“酒”）。这些鸟据说能够理解人类的语言，并且会听从主人发出的任何命令。当德鲁德瓦斯即将与英雄亚瑟进行战斗时，他命令这些鸟杀死进入战场的第一个人，但由于亚瑟迟到，这些鸟最终转向德鲁德瓦斯，并在他第一个进入战场时将其撕成了碎片。
后来，在中世纪的威尔士诗歌中，短语“Adar Llwch Gwin”开始用来描述所有类型的猛禽，包括鹰、隼和勇敢的人。